# Seznam rakousko-uherských velvyslanců v Rusku
Toto je chronologický přehled diplomatických zástupců habsburské monarchie v Ruském impériu od vzniku Rakouska-Uherska do začátku první světové války. Na rozdíl od západoevropských mocností (Francie, Spojené království, Itálie) získalo rakousko-uherské zastoupení v Petrohradě statut stálého velvyslanectví až v roce 1874. V zahraniční politice Rakouska-Uherska se vztahy s Ruskem staly velmi důležitými a post velvyslance v Petrohradě patřil k nejprestižnějším v rakousko-uherské diplomacii. Dokládá to mimo jiné fakt, že ve třech případech se bývalí velvyslanci v Petrohradě stali rakousko-uherskými ministry zahraničí (Kálnoky, Aehrenthal, Berchtold). Diplomatické styky byly přerušeny po vypuknutí první světové války. 

## Seznam velvyslanců Rakouska-Uherska v Rusku 1867–1914
| Jméno (životní data)                               | Foto | Nástup do funkce  | Konec funkce       |
| -------------------------------------------------- | ---- | ----------------- | ------------------ |
| Friedrich hrabě Revertera de Salandra (1827–1904)  |      | 18. července 1864 | 14. dubna 1868     |
| Bohuslav hrabě Chotek z Chotkova (1829–1896)       |      | 14. října 1869    | 11. září 1871      |
| Ferdinand svobodný pán Langenau (1818–1881)        |      | 18. září 1871     | 12. ledna 1880     |
| Gustav hrabě Kálnoky de Köröspatak (1832–1898)     |      | 26. ledna 1880    | 20. listopadu 1881 |
| Anton hrabě Wolkenstein-Trostburg (1832–1913)      |      | 8. března 1882    | 28. října 1894     |
| František princ z Lichtenštejna (1853–1938)        |      | 28. října 1894    | 9. prosince 1898   |
| Alois svobodný pán Lexa von Aehrenthal (1854–1912) |      | 26. ledna 1899    | 24. října 1906     |
| Leopold hrabě Berchtold z Uherčic (1863–1942)      |      | 28. prosince 1906 | 25. března 1911    |
| Douglas hrabě Thurn-Valsassina (1864–1939)         |      | 25. března 1911   | 1. října 1913      |
| Friedrich hrabě Szápáry de Muraszombat (1869–1935) |      | 1. října 1913     | 6. srpna 1914      |

Přerušení diplomatických styků po vypuknutí první světové války